# George Lehmann
George A. Lehmann (Riverside, 1º maggio 1941 – 8 novembre 2024) è stato un cestista e allenatore di pallacanestro statunitense, professionista nella NBA e nella ABA.

## Palmarès
- Più alta percentuale nel tiro da 3 punti nella stagione ABA: (1970-1971)
- Maggior numero di tiri da tre punti realizzati in stagione ABA: (1970-1971)
- Miglior tiratore di liberi ABA (1972)
- Terzo miglior giocatore di sempre in ABA per percentuale al tiro da tre punti (.365)
- Quarto giocatore con il maggior numero di tiri da tre punti messi a segno nella storia dell'ABA (409)
- Ventesimo per numero di assist di sempre ABA
- Ottavo migliore giocatore di sempre per assist a partita ABA in regular season (5,0 assist a partita)